# Tempietto del Santo Sepolcro
Le Tempietto del Santo Sepolcro (littéralement  Petit Temple du Saint Sépulcre » en français) est un monument funéraire présent dans la chapelle du Santo Sepolcro qui est la seule partie encore consacrée de l'ancienne église San Pancrazio de Florence. Dans ce tempietto, réalisé par l'architecte Leon Battista Alberti, est inhumé Giovanni di Paolo Rucellai.

## Histoire
Giovanni di Paolo Rucellai, riche marchand florentin, lié à Leon Battista Alberti par amitié et affinité intellectuelle, avait déjà chargé l'architecte et théoricien de la Renaissance de réaménager son palais familial, le palais Rucellai (à partir de 1447), d'achever la façade de la basilique Santa Maria Novella (à partir de 1456), et la Loggia Rucellai (achevée en 1460).
Le travail d'Alberti sur la chapelle Rucellai et sur le sépulcre commence en 1457, selon les études les plus récentes ; les origines de la chapelle datent de 1417 lorsque les murs de la nef de l'église San Pancrazio sont construits. Selon l'inscription au-dessus de la porte, le sépulcre est achevé en 1467.
Le petit temple, destiné à abriter les restes de Giovanni, est la dernière des réalisations d'Alberti dans ce secteur, et est situé dans l'église la plus proche du palais familial. Giovanni meurt en 1481.

## Architecture
La forme du temple s'inspire, en respectant l'échelle du Saint-Sépulcre de Jérusalem, réinterprété dans une structure strictement classique sur les formes d'un Sepulcrum Domini. Les murs s'élèvent sur un plan rectangulaire, calé sur le nombre d'or, marqués de pilastres corinthiens cannelés et couverts de panneaux carrés décorés d'incrustations de marbre. Sur l'entablement court une inscription, un vers de l'Évangile selon Marc, en élégants caractères lapidaires romains empruntés aux monuments antiques. Le couronnement est composé d'un rempart de lys, probablement en l'honneur de l'Annonciation à qui la chapelle était dédiée, et d'une lanterne, composée comme un petit temple à base circulaire, qui aujourd'hui n'est pas dans sa position d'origine ayant été avancée lors des restaurations du XIXe siècle pour améliorer sa visibilité.
L'intérieur est accessible par une porte très basse, et est orné de deux fresques (Christ mort soutenu par deux anges et Résurrection) de Giovanni da Piamonte, élève de Piero della Francesca. Une statue du Christ couché est disposée sur le sarcophage.

## Décoration

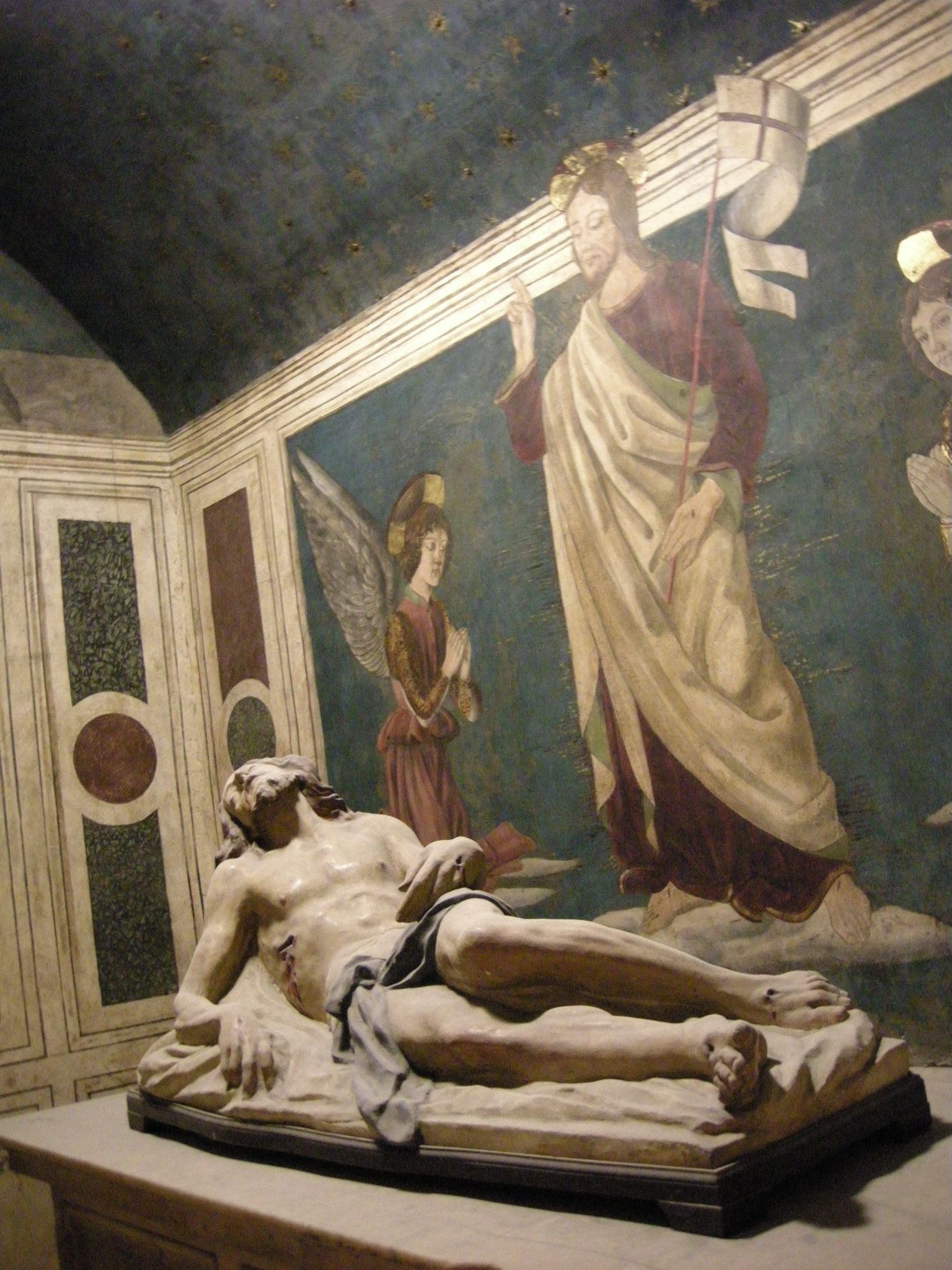
L'intérieur, avec la Résurrection de Giovanni da Piamonte et la statue du Christ couché.

Les opus sectile de la décoration extérieure font référence à la tradition romane florentine, avec des exemples tels que le baptistère Saint-Jean de Florence, la basilique San Miniato al Monte ou la Badia Fiesolana. Alberti puise dans la tradition en la modernisant, sans toutefois la rompre franchement, mais en valorisant sa richesse.
Le style des carreaux est sobre mais très élégant, avec des motifs décoratifs en marbre blanc et vert, tous différents les uns des autres. Les décors sont des motifs géométriques à base centrale, inspirés du cercle et d'autres figures géométriques répétées en motifs symétriques et réguliers. Selon Alberti, la géométrie incite à méditer sur les mystères de la foi.
Parmi ces panneaux, un emblème héraldique se détache de chaque côté, appartenant aux personnages les plus importants de l'époque : la voile déroulée au vent aux linceuls lâches de Giovanni Rucellai, le bouquet de trois plumes de Cosme de Médicis, la bague en diamant avec deux plumes de Pierre Ier de Médicis et les trois anneaux entrelacés de Laurent de Médicis.
La hauteur des lettres de l'inscription est de 16,8 cm et correspond à celle des inscriptions de la tombe de Cæcilia Metella à Rome. Leon Battista Alberti a modulé le dessin en divisant le carré de base en douze parties et en rendant ainsi le dessin de la police plus subtile et élégante.
La décoration du temple a également inspiré certains architectes modernes, comme Alvar Aalto qui a utilisé ce schéma pour la décoration intérieure, tandis que Carlo Scarpa a repris son caractère dans des inscriptions extérieures à la fondation Querini Stampalia à Venise.

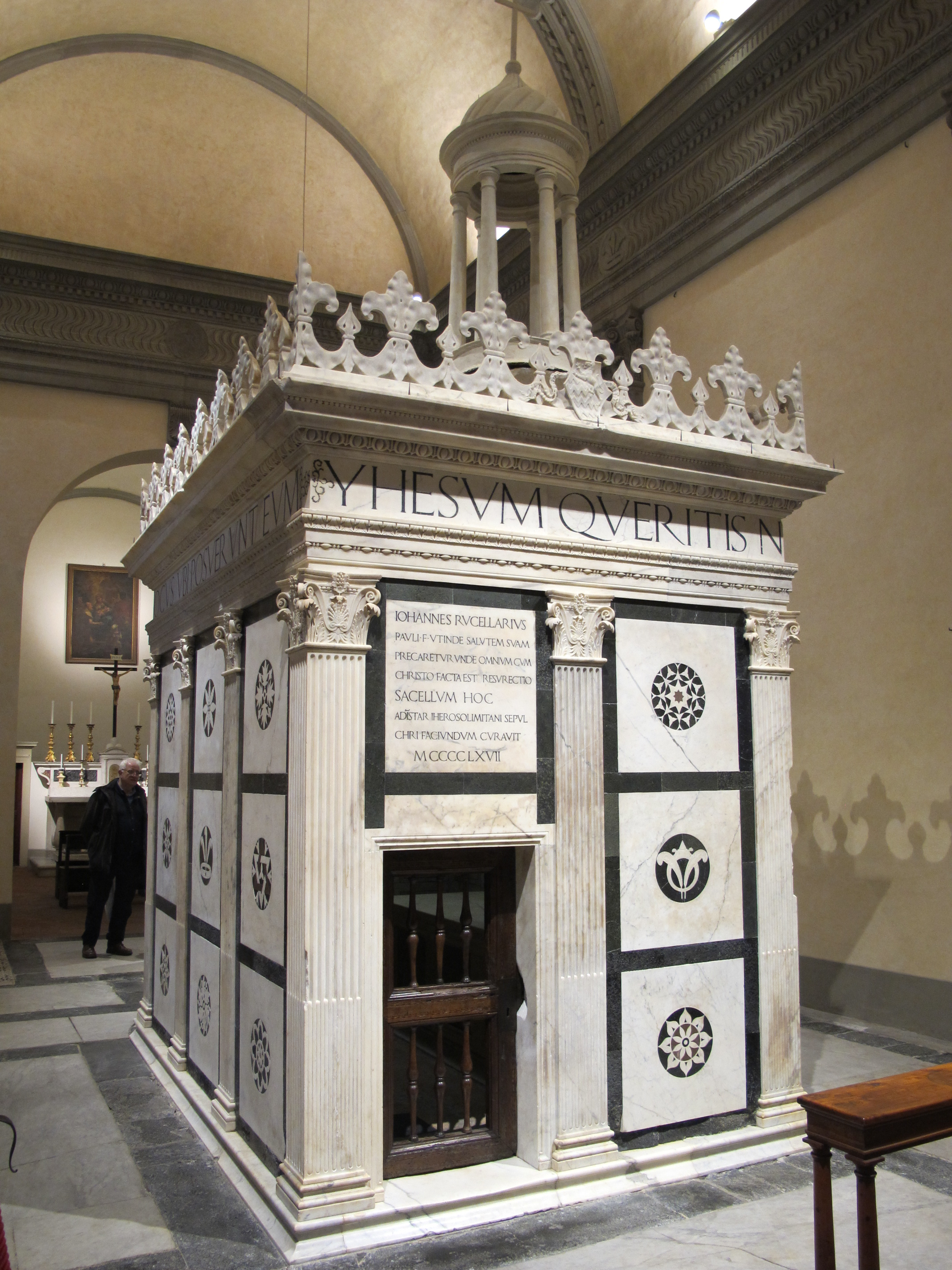
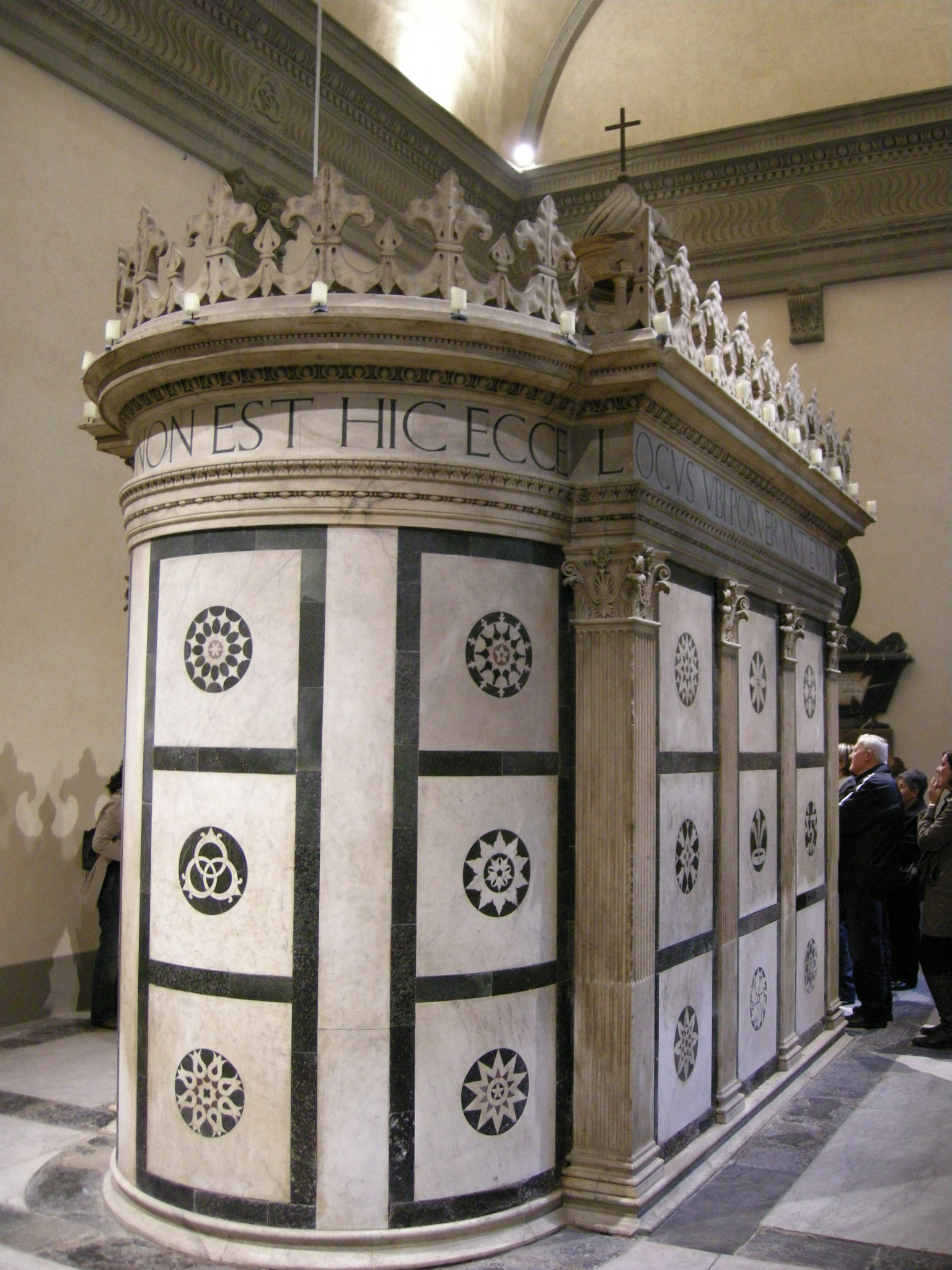
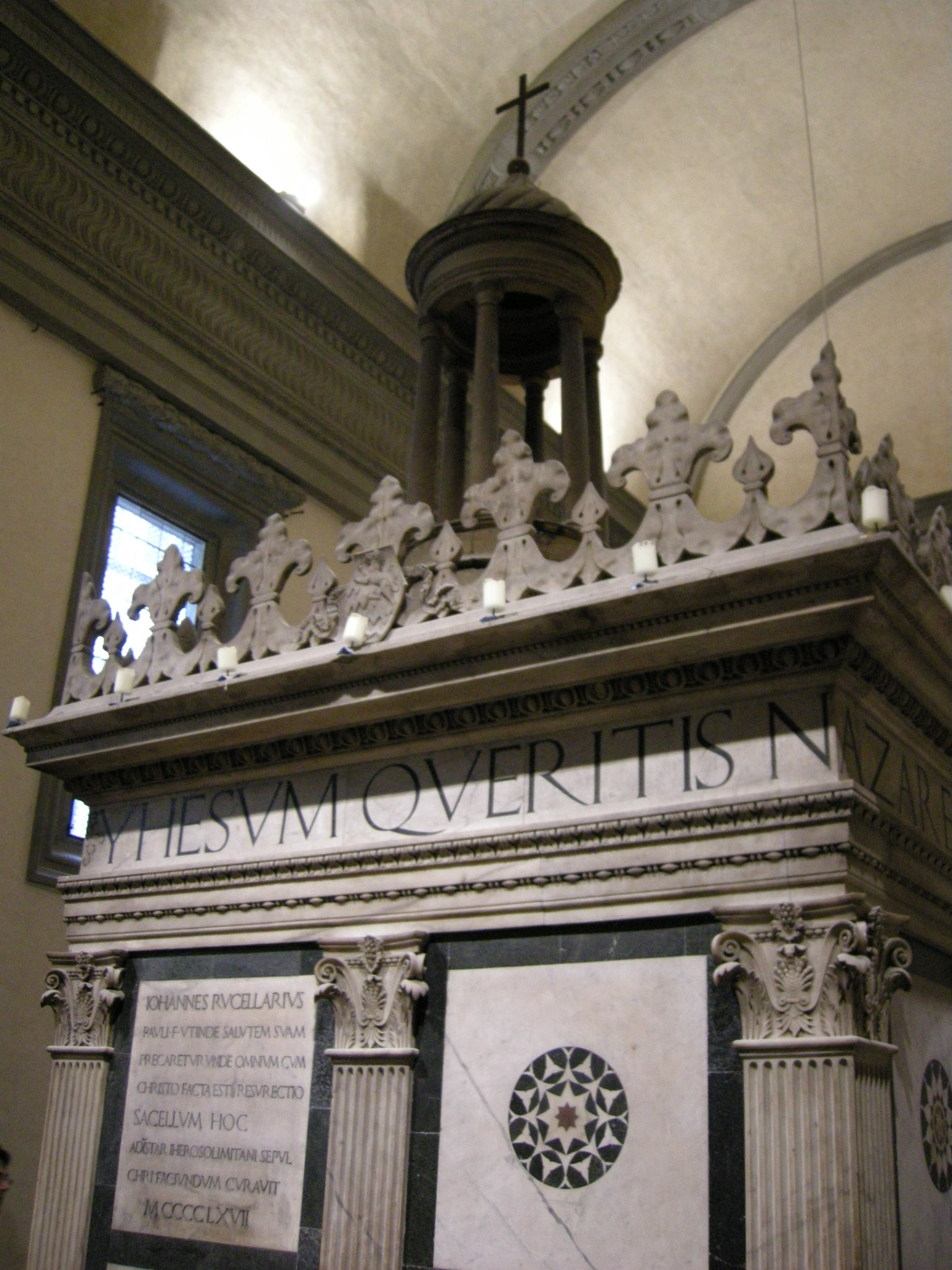
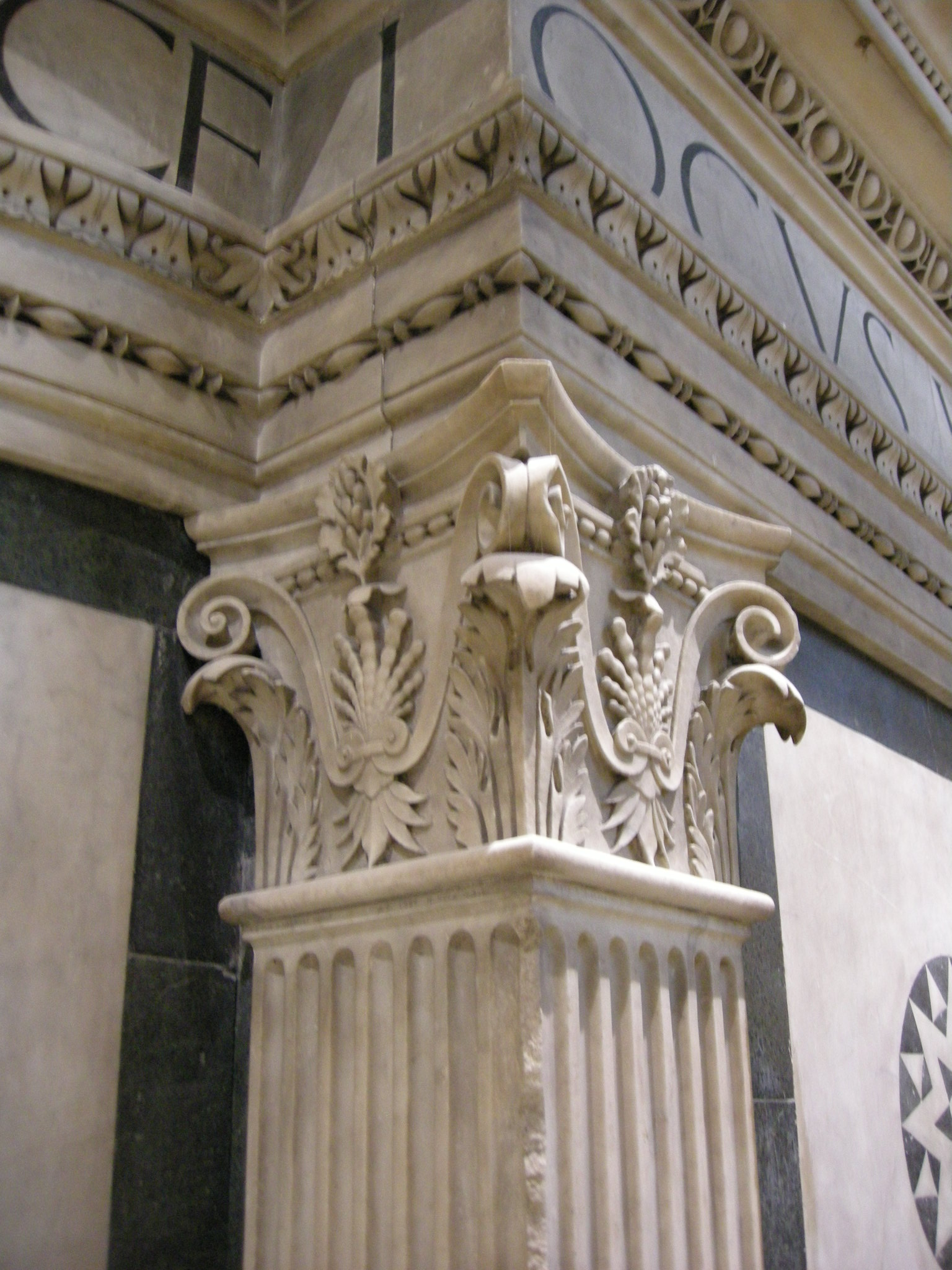

| YHESVM QVERITIS N | YHESVM QVERITIS N | AZARENVM CRVCIFIXVM SUR | AZARENVM CRVCIFIXVM SUR | AZARENVM CRVCIFIXVM SUR | REXIT NON EST HIC ECCE L | REXIT NON EST HIC ECCE L | REXIT NON EST HIC ECCE L | OCVS VBI POSVERVNT EVM | OCVS VBI POSVERVNT EVM | OCVS VBI POSVERVNT EVM |
|                   |                   |                         |                         |                         |                          |                          |                          |                        |                        |                        |
|                   |                   |                         |                         |                         |                          |                          |                          |                        |                        |                        |
|                   |                   |                         |                         |                         |                          |                          |                          |                        |                        |                        |

| Parois ouest | Parois sud | Abside est | Parois nord |